# 哈萨克盘羊
哈萨克盘羊（学名：Ovis ammon collium）一种分布于哈萨克斯坦和中国新疆北部地区的盘羊亚种。为濒危野生动植物种国际贸易公约附录II所列的保护动物。

## 分类地位
哈萨克盘羊一般被视为盘羊（Ovis ammon）的一个亚种，也有资料将其视为独立物种，2017年发布的《中国哺乳动物多样性(第2版)》也将其作为独立物种。
GBIF将其列为独立物种 Ovis collium Severtzov, 1873。

## 形态特征
体型大小与天山盘羊（Ovis karelini）相似，通体一般呈明亮的深棕色或黄褐色。